# قایم‌موشک (فیلم ۲۰۱۹)
قایم‌موشک (به هندی: Luka Chuppi) فیلمی محصول سال ۲۰۱۹ و به کارگردانی لاکسمن اوتکار است. در این فیلم بازیگرانی همچون کارتیک آریان، کریتی سانون، آپارشاکتی کورانا و پانکاج تریپاتی ایفای نقش کرده‌اند.